# Нуне Сиравян
Нуне Сиравян (на арменски: Նունե Սիրավյան) е арменска художничка и театрален критик.

## Биография
Родена е на 5 юли 1973 г. в Ереван в семейството на заслужилия артист Хенрик Сиравян. През 1994 г. завършва Държавния институт за изящни изкуства и Театралния институт. Нейното творчество се изразява в създаването на театрални костюми, ръчно направени бижута, кукли и различни аксесоари от дърво и камък.
Създава илюстрации за детското списание „Лястовица“.

## Изложби
Нуне Сиравян е автор на няколко изложби в Ереван през 2007 и 2011 г.
Нейни картини са част изложби в Глендейл и Лос Анджелис. Прави съвместни изложби с Джейсън Етинеца, Пол Чан, Нума Периер, Сам Сегателян, Бертал Смит, Терънс Росмор.